# Lubków (powiat Bolesławiecki)
Lubków (Duits: Liebichau) is een plaats in het Poolse district  Bolesławiecki, woiwodschap Neder-Silezië. De plaats maakt deel uit van de gemeente Warta Bolesławiecka en telt 470 inwoners.